# Morti nel 1245
| Questa pagina contiene informazioni ricavate automaticamente dalle voci biografiche con l'ausilio del template Bio e di un bot. L'aggiornamento è periodico e automatico e ricostruisce completamente la pagina. Se manca una persona in questa lista, sei pregato di non aggiungerla, ma accertati piuttosto che la sua voce biografica contenga il template Bio e che i dati anagrafici siano correttamente compilati. Se il template Bio manca, inseriscilo tu stesso o, in alternativa, metti l'avviso {{tmp\|Bio}} che ne segnala la mancanza. Se i dati riportati sono sbagliati, correggi direttamente la voce biografica; le modifiche saranno visibili in questa lista entro pochi giorni. Per chiarimenti vedi il progetto biografie. La lista contiene solo le 21 persone che sono citate nell'enciclopedia e per le quali è stato implementato correttamente il template Bio. Pagina aggiornata al 26 apr 2025. |

- 2 gennaio - Armand de Périgord, cavaliere medievale francese (n. 1178)
- 28 gennaio - Giovanni Colonna, cardinale italiano
- 8 febbraio - Giovanni de La Rochelle, filosofo francese (n. 1200)
- 1º aprile - Robert Bruce, IV Signore di Annandale, nobile scozzese
- 25 aprile - Giovanni Teutonico
- 22 luglio - Kolbeinn ungi Arnórsson, condottiero islandese (n. 1208)
- 17 agosto - File Szeretvai, nobile ungherese
- 19 agosto - Raimondo Berengario IV di Provenza, conte
- 21 agosto - Alessandro di Hales, religioso, filosofo e teologo inglese
- 24 novembre - Walter Marshal, V conte di Pembroke, nobile britannico (n. 1199)
- 4 dicembre - Cristiano di Prussia, vescovo e missionario tedesco
- 23 dicembre - Anselm il Maresciallo, VI conte di Pembroke, nobile e politico britannico
- Abril Perez de Lumiares, politico e poeta portoghese (n. 1190)
- Rusudan di Georgia, regina (n. 1194)
- Giacomo Barozzi di San Moisè, nobile e mercante italiano
- Beatrice d'Este, contessa italiana (n. 1215)
- Goffredo II di Villehardouin, nobile
- Goffredo da Trani, cardinale italiano
- Guglielmo X d'Alvernia, conte
- Guillaume le Vinier, poeta francese
- Sanzanome, giudice italiano